# Wierchniedźwińsk

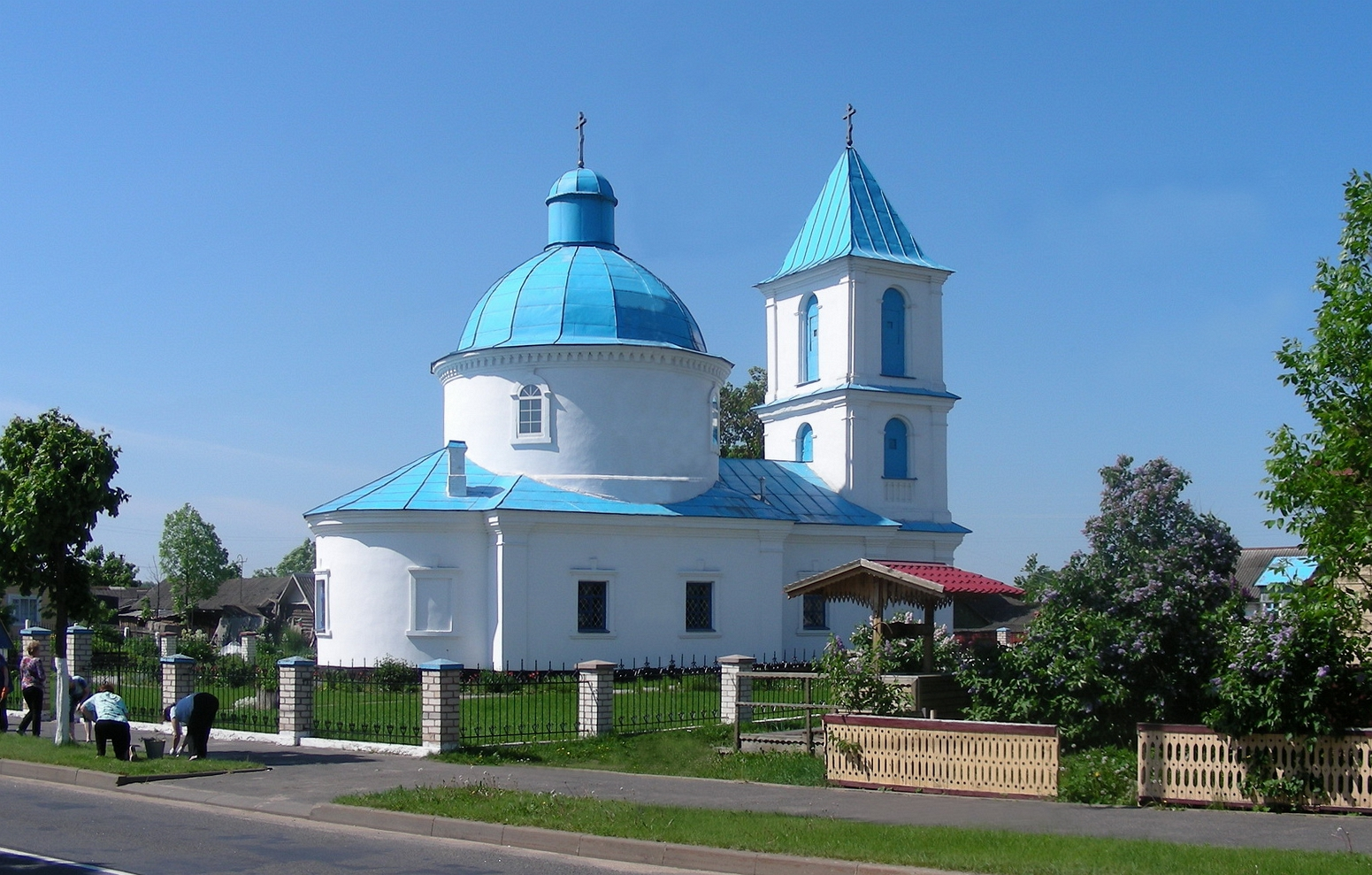
Cerkiew św. Mikołaja Cudotwórcy z 1819 roku

Wierchniedźwińsk (biał. Верхнядзвінск, Wierchniadzwinsk; ros. Верхнедвинск, Wierchniedwinsk; do 1962 roku Dryssa) – miasto na Białorusi, w obwodzie witebskim, nad rzeką Dryssą, siedziba administracyjna rejonu wierchniedźwińskiego. W 2010 roku liczyło ok. 7,3 tys. mieszkańców.

## Historia
Miejscowość wzmiankowana była po raz pierwszy w 1386 roku. Zlokalizowana na gruntach należących do króla otrzymała w 1777 roku prawa miejskie.
Zygmunt II August zbudował w Dryssie zamek. 
Podczas okupacji hitlerowskiej, jesienią 1941 roku Niemcy utworzyli getto dla żydowskich mieszkańców. Przebywało w nim około 800 osób. 10 lutego 1942 roku Niemcy zlikwidowali getto, a Żydów zamordowali. Sprawcami zbrodni było Einsatzkommando 9, Ortskommandantura oraz lokalna białoruska policja.  